# Подгорное (Новгород-Северский район)
Подгорное (укр. Підгірне) — село в Новгород-Северском районе Черниговской области Украины. Население — 16 человек. Занимает площадь 0,19 км².
Почтовый индекс: 16034. Телефонный код: +380 4658.

## Власть
Орган местного самоуправления — Биринский сельский совет. Почтовый адрес: 16034, Черниговская обл., Новгород-Северский р-н, с. Бирино, ул. Свободы, 76.